# Nexus Q
El Nexus Q es un dispositivo streaming multimedia de forma esférica que formaba parte de la familia de productos Google Nexus. El dispositivo utilizaba la versión 4.1 de Android y venía integrado con Google Play. Fue anunciado por Google en el Google I/O en junio de 2012, pero fue retirado al poco tiempo de ser puesto a la venta.  Actualmente está descontinuado.

## Características
El Nexus Q es un dispositivo que funciona para dar órdenes a los altavoces, tabletas, televisiones o teléfonos inteligentes desde otro dispositivo android que utilice el sistema operativo 4.1 de Android (Jellybean). De esta manera se puede hacer streaming de música o vídeos desde cualquier dispositivo en la red que cumpla con estas características.

## Historia
El dispositivo fue anunciado oficialmente el 27 de junio de 2012 en el Google I/O. Aunque finalmente Google adoptó la forma esférica para el dispositivo, en un principio, cuando era denominado "Proyecto Tungsten", tenía forma romboide. Salió a la venta en los Estados Unidos el 25 de julio de 2012 a un precio de 299.99 dólares, y terminó agotándose a las horas de haber sido puesto a la venta.
Tras recibir muchas críticas por su elevado precio y pocas funciones, Google decidió posponer el lanzamiento a una fecha no especificada el 1 de agosto de 2012.

## Recepción
El Nexus Q recibió críticas negativas por parte de la prensa especializada, especialmente por su elevado precio.  El columnista especializado del New York Times David Pogue ha indicado que «Google debe tener planes más grandes para el Nexus Q» debido a su elevado precio. También añadió que la única clase de persona que considera podría comprar el Nexus Q en este momento es alguien «cuya sala están llena de colecciones de bolas de boliche».
Por su parte, PC Magazine resaltó su original diseño y su buena funcionalidad con otros dispositivos Android. No obstante, también indicó que el precio era demasiado elevado, aún más considerando que el dispositivo está limitado a funcionar con otros dispositivos Android y no puede hacer streaming de servicios como Netflix y Hulu.
Engadget destacó en su análisis que el excesivo precio del dispositivo (en realidad se encuentra en el mismo rango de precio que otros media centers) se debe a su proceso de producción, fabricado totalmente dentro de Estados Unidos y respetando leyes y salarios laborales, pero señaló la limitada lista de dispositivos Android con los que podía funcionar; no obstante resaltó su potencial para ser "hackeado" y su facilidad de uso.